# Apo Asset Management
Die Apo Asset Management GmbH (Eigenschreibweise apoAsset) ist ein deutsches Wertpapierinstitut mit Sitz in Düsseldorf. Die Gesellschaft ist darauf spezialisiert, Investmentfonds zu entwickeln und zu verwalten.

## Geschichte
Das Unternehmen wurde 1999 gegründet, Gesellschafter sind die Deutsche Apotheker- und Ärztebank eG und die Deutsche Ärzteversicherung AG. Zunächst gehörten zu den Produkten vor allem Spezialfonds; um das Jahr 2000 kamen Publikumsfonds hinzu. Ende 2023 verwaltete das Unternehmen ein Anlagevermögen von rund 4 Mrd. Euro.

## Geschäftstätigkeit
Das Institut entwickelt, managt und berät vor allem Fonds für Privatanleger und institutionelle Anleger, wie zum Beispiel Versorgungswerke. Schwerpunkt sind Fonds für den weltweiten Gesundheitsmarkt. apoAsset bildet hier gemeinsam mit ihrer Beteiligung Medical Strategy GmbH, die auf Biotechnologie-Investments spezialisiert ist, das größte deutsche Spezialisten-Netzwerk für Gesundheitsfonds. Ein weiterer Schwerpunkt sind Multi-Asset-Fonds. Darüber hinaus war und ist das Unternehmen Partner von Fintech-Unternehmen.

## Auszeichnungen
Deutschlands Beste, eine Veröffentlichung von Deutschlandtest und Focus Money, bewertete das Unternehmen mehrfach als beste Fondsanlagegesellschaft Deutschlands. Den Fondsfrauen-Award 2021 als Company of the Year erhielt das Unternehmen für sein Engagement für mehr Diversity in der Finanzbranche. Die Anlegermagazine €uro und Börse Online haben zwei der Gesundheits-Aktienfonds, die das Institut managt, mehrfach mit einem €uro Fund Award ausgezeichnet, zuletzt 2021. Zudem erhielt das Institut den Scope Investment Award 2018 und einen Goldenen Bullen 2018 für seine Fondsinnovationen im Bereich Digital Health. Bei den Feri EuroRating Awards 2016 gehörte der Gesundheits-Mischfonds des Instituts zu den besten Fondsinnovationen des Jahres (Deutschland, Österreich, Schweiz). Die Zeitschrift Focus Money und der Anlegerschutzverband DSW zeichneten das Unternehmen 2017 für seine „hervorragende Vermögensverwaltung“ aus. Die Zeitschrift „WirtschaftsWoche“ zählte das Unternehmen 2014, 2015, 2016 und 2022 zu Deutschlands besten Vermögensverwaltern. Zudem erhielt das Unternehmen mehrmals die „Lipper Fund Awards“ des US-Medienkonzerns Thomson Reuters für seine Dachfonds und Gesundheitsfonds sowie als „beste kleine Mischfondsgesellschaft“.

## Wissenschaftlicher Beirat
Beim Anlageschwerpunkt Gesundheit wird apoAsset von einem wissenschaftlichen Beirat aus externen Gesundheitsexperten beraten: Ferdinand M. Gerlach, Frank Ulrich Montgomery und Markus Müschenich.